# Ок Ео
Ок Ео (фр. Óc Eo, з кхмер. អូរកែវ, О Кео, «скляний канал») є археологічною ділянкою в районі Тхоай Сонь в південній провінції Анзянг, В'єтнам, в дельті річки Меконг. Це також є одна із сучасних комун В'єтнама.
Ок Ео міг бути важливим портом королівства Фунань між I і VII століттями н. е.. Дослідники використовують термін «культура Ок Ео» для стародавньої матеріальної культури в регіоні Дельти Меконгу, яка характеризується артефактами, виявлені в Ок Ео з допомогою археологічних досліджень.

## Археологічна ділянка
Розкопки в Ок Ео розпочалися 10 лютого 1942 року, після того, як французькі археологи відкрили ділянку за допомогою аерофотозйомки. Перші розкопки були очолені Луї Маллере. Ділянка займає 450 га.
Ок Ео розташована серед мережі стародавніх каналів, які перетинають низькі рівнини дельти Меконгу. Один з каналів поєднує Ок Ео з міським портом, а інший йде на 68 км на північ-північний схід до Ангкор-Борей. Ок Ео поздовжньо пересічена каналом, і є чотири поперечних канали, уздовж яких можливо стояли пальові будинки.
Археологічні пам'ятки, що відображають матеріальну культуру Ок Ео, поширені на всій території Південного В'єтнаму, але найбільш сильно сконцентровані в районі Дельти річки Меконг на півдні та заході від Хошиміну. Найбільш значна ділянка (крім Ок Ео), — Тхар Муді (Tháp Muời) на північ від річки Тьєнзянг, де серед інших артефактів  була виявлена стела з санскритським текстом 6-го століття.
Аерофотозйомка 1958 року показала, що в період Фунань рукав Меконгу впадав у Сіамську затоку в безпосередній близькості від Та Кео, який був тоді на березі, але з тих пір внаслідок замулювання є на деякій відстані від моря. У той час Та Кео був з'єднаний каналом з Ок Ео, забезпечуючи йому доступ до затоки. Рукав Меконгу, який виявлений аерофотозймкою, ймовірно є Саенусом (Saenus), згаданим у творі Птолемея Географія як західний рукав Меконг, який Птоломей називав Коттіаріс (Cottiaris). А місто Каттігара у «Географії» Птолемея може бути похідним від санскритського слова — Коттінагара (Kottinagara, «сильне місто»), або Кіртінагара (Kirtinagara, «відоме місто»).

## Артефакти

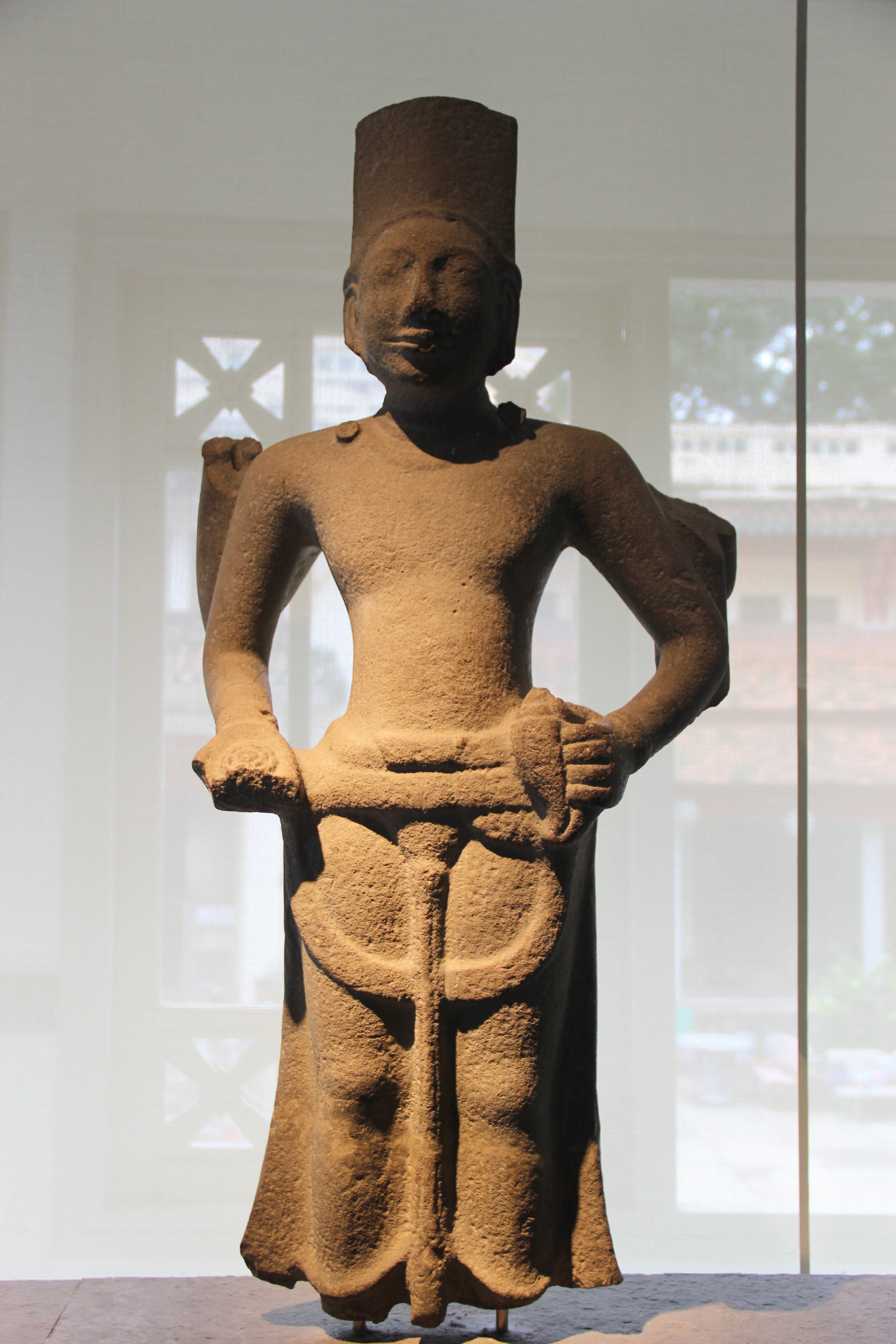
Ця статуя Вішну з 6-го або 7-го століття нашої ери була знайдена в Ок Ео і тепер розміщена в Музеї в'єтнамської історії.

Артефакти, знайдені в Ок Ео, включають кераміку, інструменти, ювелірні вироби, зліпки для виготовлення ювелірних виробів, монет, і релігійні статуї. Серед знахідок є золоті прикраси, що імітують монети Римської імперії з періоду Антонінів.:279 Римські золоті медальйони з правління Антоніна Пія, і, можливо, його наступника Марка Аврелія, були виявлені в Ок Ео, який був розташований біля контрольованого китайцями Цзяочжоу і регіону, де за китайськими історичними текстами римляни вперше висадилися, перш ніж вирушити далі в Китай з дипломатичною місією 166 року. Багато артефактів представлені на виставці в Музеї в'єтнамської історії в Хошиміні.
Серед монет, знайдених Маллере в Ок Ео, були вісім з срібла з зображенням хамса (гусак або лебідь) або чубатого аргуса, які ймовірно викарбувані в Фунані.

## Ок Ео і Фунань

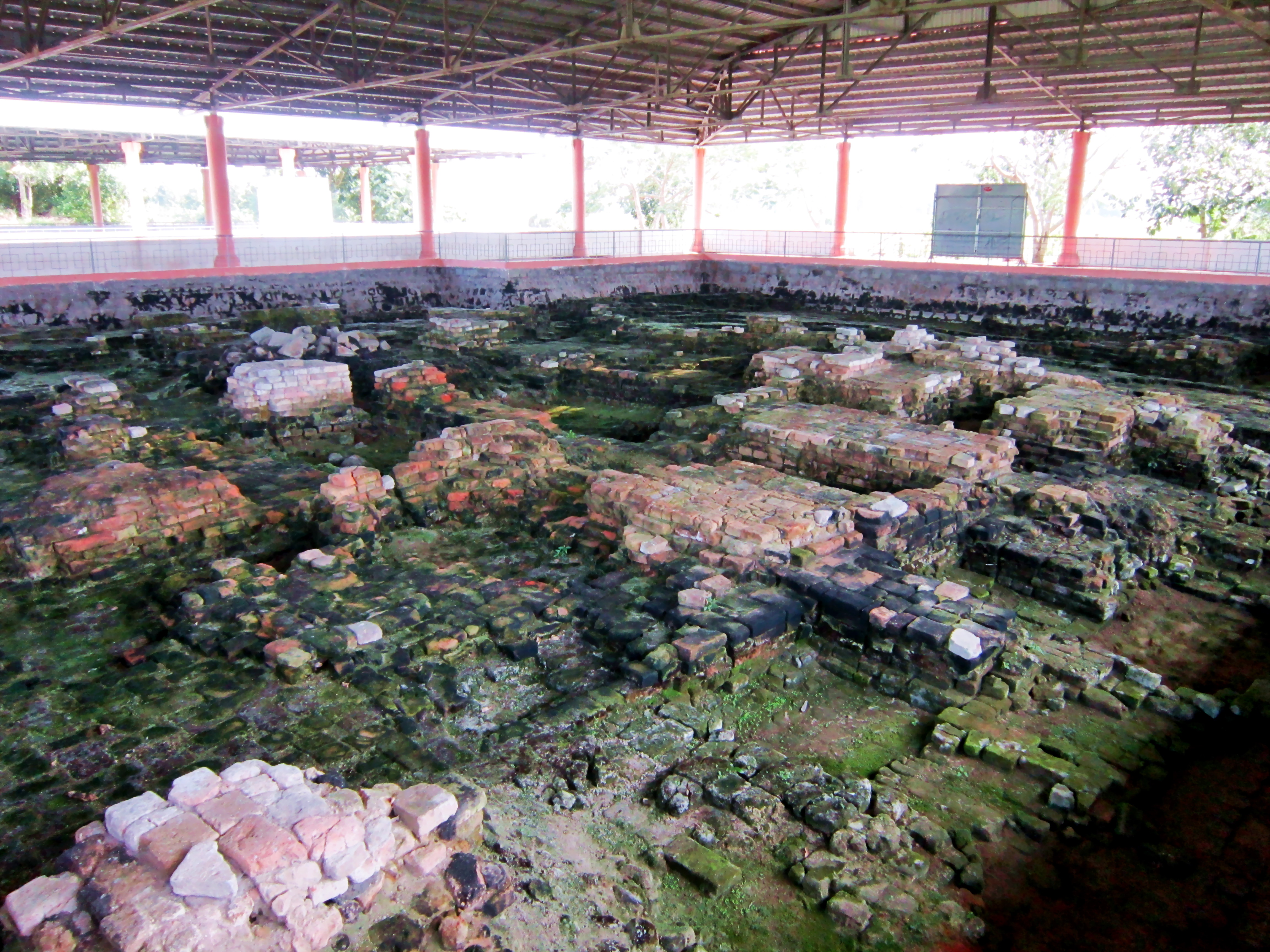
Археологічна ділянка Го Кей Тхі, Ба Тхе Ок Ео

Ок Ео вважався належним до історичного королівства Фунань (扶南), яке процвітало в дельті річки Меконг між 1-м і 6-м століттями нашої ери. Королівство Фунань відомо з творів стародавніх китайських істориків, особливо письменників династичних історій, які в свою чергу черпали з оповідей китайських дипломатів і мандрівників, і іноземних (у тому числі фунанських) посольств в китайських імператорських дворах. Сама назва «Фунань» є артефактом китайської історії, і не з'являється в палеографічних записах стародавніх В'єтнама або Камбоджі. З китайських джерел, однак, можна визначити, що держава, названа «Фунань» китайцями, була домінуючою в регіоні Дельти Меконгу. Тому, археологічні відкриття у цій області, які можуть бути датовані періодом Фунань, відносять до історичної держави Фунань. Відкриття в Ок Ео і пов'язаних ділянках є основним джерелом інформації щодо матеріальної культури Фунань.
В'єтнамський археолог і історик Ха Ван Тан (Hà Văn Tấn) написав, що на сучасному етапі знань неможливо довести існування культури Фунань, яка поширилась з Дельти річки Меконг через дельту Чао Прайя до Бірми, з ОК Ео як її типовим представником: наявність подібних артефактів, таких як ювелірні вироби та печатки, з археологічних ділянок в цих областях були просто результатом торгівлі та обміну, в той час як кожна ділянка має сліди свого окремого культурного розвитку. Він підтримує думку Клода Жака, що, враховуючи повну відсутність яких-небудь кхмерських записів щодо королівства з назвою «Фунань», слід відмовитися  від використання цієї назви на користь назв Aninditapura, Bhavapura, Shresthapura та Vyadhapura, які, як відомо з написів, у той час використовувались для міст регіону і забезпечують точніше уявлення про реальну географію стародавньої кхмерської території. Ха Ван Тан стверджував, що від пізнього неоліту або ранньої залізної доби Ок Ео поступово стала економічним і культурним центром дельти річки Меконг і, з огляду на важливе розташування на морських шляхах Південно-Східній Азії, стала місцем зустрічі для майстрів і торговців, які забезпечували належні умови для урбанізації, іноземних впливів, зокрема від Індії, що, в свою чергу, стимулювало внутрішній розвиток.
Фунань був частиною регіону Південно-Східної Азії, який згадується у стародавніх індійських текстах як Суварнабхумі, і, можливо, тією, до якої цей термін був уперше застосований.

## Каттігара Птолемея

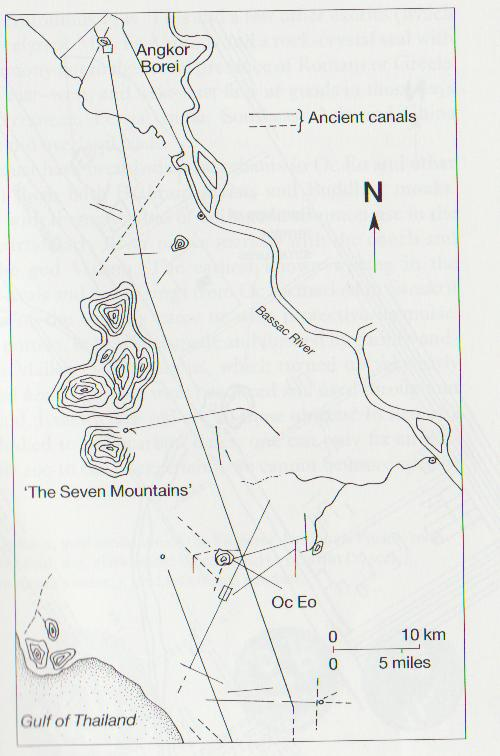
Стародавній канал, що зв'язував Ок Еко з Ангкор Борей

Ок Ео міг бути портом, відомим стародавнім римлянам як Каттігара. Назву «Каттігара» олександрійський географ Клавдій Птолемей дав у 2-му сторіччі землі на східному березі Індійського океану на (через помилку переписувача) 8½° на південь від екватора.
Назва «Каттігара» ймовірно була отримана від санскритського Kirti-nagara कीर्ति- नगर «відоме місто» або Kotti-nagara कोटि-नगर «сильне місто».
Зараз науковці вже визначили, що Каттігара Птолемея була розташована у 8½° на північ від екватора і був предтечею Хошиміна як головного порту і перевалочного пункту в гирлі річки Меконг.

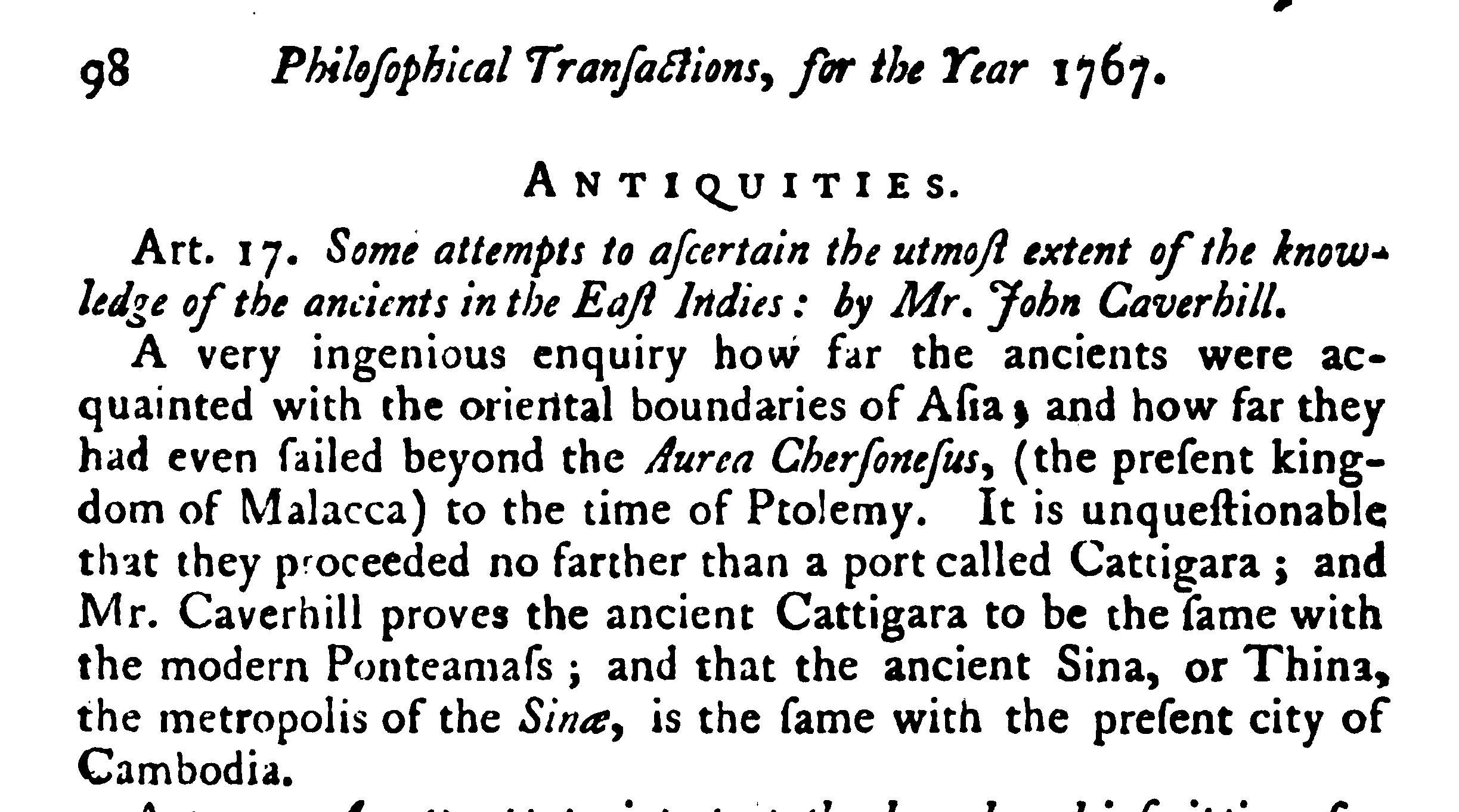
Кавергілл «доводить», що стародавня Каттігара відповідає сучасному йому Понтеамасс (Banteaymeas), The Monthly Review, Or, Literary Journal, Volume 40, 1769, p.98.

Джон Кавергілл у 1767 році дійшов до висновку, що Каттігара була сучасним йому портом дельти Меконга Banteaymeas (нині Ха Тєн), не далеко від Ок Ео. Заклик 1979 року Джеремі Девідсона «ретельно вивчити Ха Тєн в його історичному контексті та у зв'язку з Ок Ео», що є необхідною передумовою для правильного розуміння та тлумачення даної археологічної ділянки, досі залишається без відповіді.
У XVIII столітті французький географ Жан Батист Бургіньйон д'Анвіль розташовував Каттігару в гирлі річки Меконг (Cottiaris) там, де показано на карті Orbis Veteribus Notus (Світ, відомий давнім).

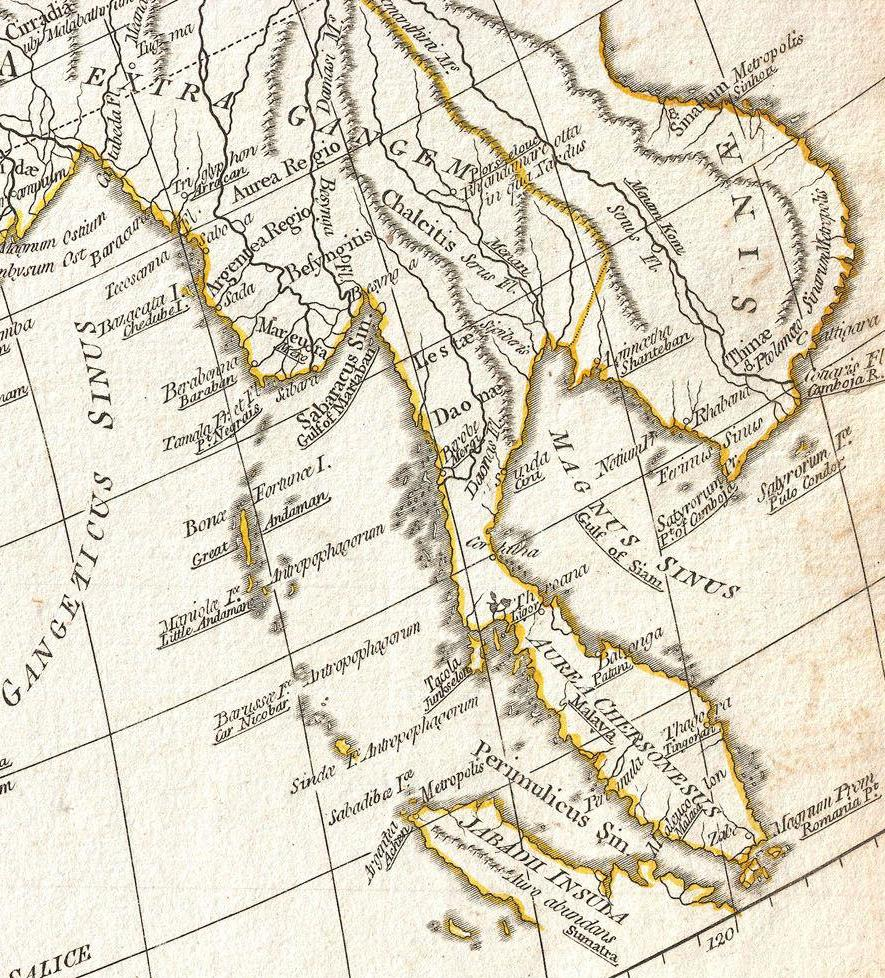
Каттігара в гирлі річки Меконг (Cottiaris) на карті Orbis Veteribus Notus (Світ, відомий давнім)

Шведський яхтсмен та і письменник Бьорн Ландстрьом також прийшов до висновку на основі лоцій, даних стародавнім купцем і мореплавцем Олександром, що Каттігара лежав у гирлі річки Меконг.
«Батько ранньої історії Південно-Східної Азії» Джордж Коде казав: «до середини 3-го століття Фунань вже встановила відносини з Китаєм та Індією, і, безсумнівно, саме на західному узбережжі затоки Сіам була найдальша точка, яку досягли елліністичні навігатори, тобто гавань Каттігара, згадана Птоломеєм». А. Г. Крісті казав в 1979 році, що «присутність об'єктів, хоча і малої кількості, Римського Сходу» додає деякої ваги висновку, що Ок Ео було Каттігарою Птолемея. Видатний німецький філолог-класик Альбрехт Діхле підтримав цю точку зору, говорячи:
З опису походу Олександра, згаданого Птолемеєм, Каттігара насправді може бути розташована тільки в дельті річки Меконг, тому що Олександр спочатку йшов уздовж східного узбережжя Малаккського півострова, на північ до Бангкока, звідти також тільки уздовж узбережжя на південний схід, і прийшов до Каттігара. Ми нічого не чуємо про будь-яку подальшу зміну курсу. Крім того, в Ок Ео, центрі торгівлі, розкопаному в західній дельті Меконгу, у древньому королівстві Фунань, були знайдені римські предмети з 2-го століття нашої ери.

## Пошуки Чампи Колумбом
Керуючись Птолемеєм, відкривачі Нового Світу спочатку намагались знайти свій шлях до Каттігари. На карті світу 1489 року Генрік Мартелл Германус, переглянувши працю Птолемея, завершував Азію у південно-східній точці мисом Каттігара. Описуючи свій похід 1499 року, Амеріго Веспуччі казав, що він сподівався дістатися до Малакки, пливучи на захід від Іспанії через Західний океан (Атлантичний) навколо мису Каттігара до Sinus Magnus («велику затоку»), яка лежить на схід від Золотого Херсонеса (півострова Малакка), у якому мис Каттігара формує південно-східну точку. Sinus Magnus — це Сіамська затока.
Христофор Колумб, у своїй четвертій і останній подорожі 1502—1503 рр., планував слідувати узбережжям Чампи на південь навколо мису Каттігара і плисти через протоку, що відокремлює Каттігару від Нового світу, у Sinus Magnus до Малакки. На його думку, це був шлях, яким Марко Поло потрапив з Китаю до Індії в 1292 році. Колумб планував зустрітися з експедицією, яка вирушила одночасно з Португалії навколо мису Доброї Надії під керівництвом Васко да Гама, і віз вірчі грамоти від іспанських монархів для передачі да Гама. По досягненні Каріай на узбережжі Коста-Рики, Колумб думав, що він був близький до золотих копалень Чампи. 7 липня 1503 року він писав з Ямайки: «я досяг землі  Каріай… Тут я отримав звістку про золоті копальні Ciamba [Чампа], які я шукав».